# Björkö, Kyrkslätt och Esbo
Björkö är en ö i Finland. Den ligger i Finska viken och i kommunerna Kyrkslätt och Esbo i landskapet Nyland, i den södra delen av landet. Ön ligger omkring 18 kilometer väster om Helsingfors.
Öns area är 15,8 hektar och dess största längd är 0,7 kilometer i öst-västlig riktning. Ön höjer sig omkring 30 meter över havsytan.